# Гильом I де Понтье
Гийом I Тальвас (фр. Guillaume I de Ponthieu, dit Talvas; ум. 29 июня 1171) — граф Понтьё в 1110—1126 годах, сир д’Алансон и де Се с 1119 года (под именем Гийом III).

## Биография
Из рода Монтгомери. Сын Роберта II сира д’Алансон, виконта Иемуа, сеньора де Беллем, графа Шрусбери, и графини Агнес де Понтьё.
Его отец был англо-нормандским сеньором, хранившим верность Вильгельму Завоевателю, но после его смерти стремившимся стать независимым правителем. Король Генрих Боклерк в 1102 году конфисковал его английские владения, а в 1112 году заточил в тюрьму.
Роберт де Беллем плохо относился к своей жене. В конце концов она убежала в свои родовые владения, где и умерла между 1106 и 1110 годами. После её смерти Гийом Тальвас стал графом Понтьё. В 1119 году король Генрих Боклерк возвратил ему часть земель, конфискованных у его отца.
Чтобы полностью посвятить себя нормандским делам, Гийом передал Понтьё сыну — Ги II (в 1126 году).
В конфликте Генриха Английского с анжуйским графом Джоффруа Плантагенетом Гийом Тальвас принял сторону последнего, сохранив ему верность и во время гражданской войны 1135—1154 годов.

Графство Понтьё на карте Франции XII века

В 1147 году сопровождал французского короля Людовика VII во втором крестовом походе. Основал в своих землях несколько монастырей, в том числе аббатство Персень.
Умер в глубокой старости 29 июня 1171 года.

## Жена и дети
Имя и происхождение первой жены не известны. Вторым браком ок. 1112/15 Гийом Тальвас взял в жёны Элен Бургундскую (1080/83 — 28.02.1141), дочь герцога Эда I и вдову Бертрана Тулузского. Дети:
- Ги II (ум. 1147), граф Понтьё с 1129
- Гийом (ум. между 1166 и 1171) — соправитель отца в графстве Алансон
- Роберт, монах
- Ангерран
- Мабилла
- Жан I (ум. 1191), граф Алансона
- Клеменция (ум. до 1189), муж — Жюэль, сеньор де Майен
- Эла (Аделаида, Елена) (ок.1119 — 14 октября 1174), мужья: 1-й — Гийом III де Варенн, граф Суррей; 2-й — Патрик ФицЭдвард де Солсбери.